# جيويل وليامز
جيويل وليامز (بالإنجليزية: Jewell Williams)‏ هو سياسي أمريكي، ولد في 8 سبتمبر 1957 في فيلادلفيا في الولايات المتحدة. حزبياً، نشط في الحزب الديمقراطي. وقد انتخب عضو مجلس نواب بنسيلفانيا.